# Irish potato

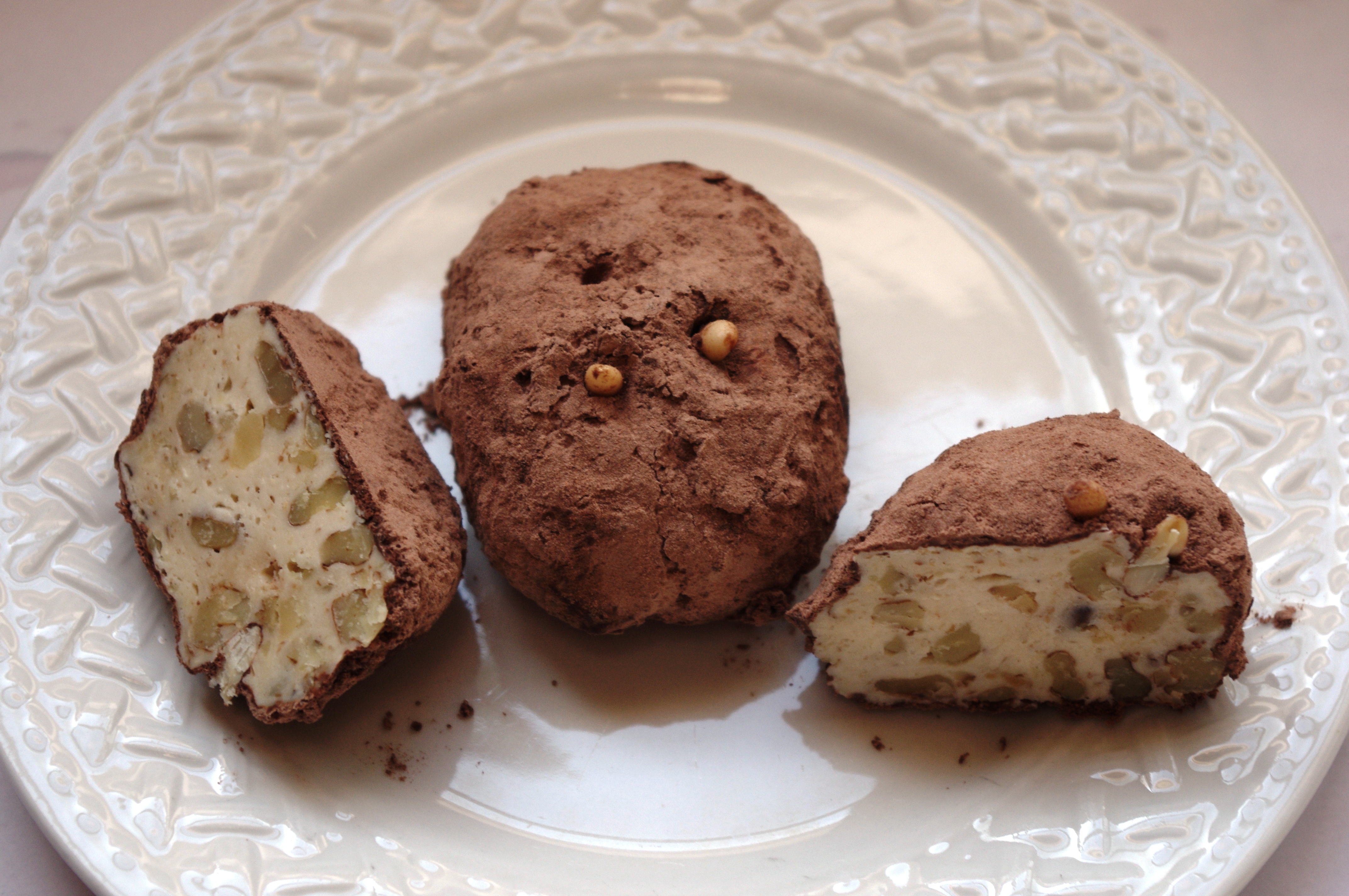
Irish potato candy.

Irish potato (« pomme de terre irlandaise ») est le nom d'une confiserie traditionnelle de Philadelphie (États-Unis) dont il existe plusieurs versions, qui n'est pas irlandaise, mais américaine, et ne contient généralement pas de pomme de terre. Sa forme évoque celle d'une petite pomme de terre.

## Versions commerciales
Ces bonbons, de la taille d'une grosse bille, sont fourrés d'une crème à base de noix de coco (faite généralement d'un mélange de noix de coco, de sucre glace, de vanille et de crème - ou de crème de fromage) et enrobés d'une pellicule de cannelle, qui les fait ressembler à de petites pommes de terre,. Ils sont particulièrement populaires à l'époque de la fête de la Saint-Patrick .
La société Oh Ryan's de Boothwyn (Pennsylvanie) est le principal distributeur de ces confiseries, dont elle livre annuellement environ 36 tonnes (80 000 livres) aux grandes chaines de supermarchés ainsi qu'aux petits commerces de confiserie, surtout dans la région de  Philadelphie.
La société See's Candies, dont le siège est situé à South San Francisco (Californie), en produit une autre version, composée de divinity (sorte de nougat) et de noix dans un enrobage de cacao, parsemé de pignons imitant des « yeux » de pomme de terre. 
Dans les supermarchés de la chaîne Acme Markets, ils sont présentés comme un produit saisonnier.

## Recette à base de pomme de terre
Alors que les confiseries commerciales sont généralement à base de noix de coco et de crème, il existe aussi des recettes d'irish potato candy à base de pomme de terre. La pomme de terre est réduite en purée, sans ajout de liquide, et du sucre glace est incorporé progressivement. Pour faciliter le mélange, tant qu'il est encore un peu tendre, on ajoute de la noix de coco et de la vanille, puis encore du sucre glace jusqu'à atteindre la consistance désirée, permettant de former de petites boules de la taille d'une bouchée.
La confiserie est ensuite séchée pendant quelques heures, puis roulée dans de la cannelle pour obtenir l'apparence de petites « pommes de terre ». Le séchage des bonbons avant de les rouler dans la cannelle permet d'éviter que celle-ci noircisse.
Cette recette n'implique pas l'utilisation de la chaleur après la cuisson de la pomme de terre. Quand on ajoute le sucre à la purée de pommes de terre, le mélange, d'abord liquide, se raffermit progressivement au fur et à mesure que le sucre est ajouté. Du cacao en poudre peut être substitué à la cannelle pour donner une « pomme de terre » légèrement plus foncée, sans le « mordant » de la cannelle.